# 托米 (加利福尼亞州)
托米（英語：Tormey）是位於美國加利福尼亞州康特拉科斯塔縣的一個非建制地區。該地的面積和人口皆未知。

## 地理
托米的座標為38°03′02″N 122°14′57″W / 38.05056°N 122.24917°W，而該地的平均海拔高度為6米（即20英尺）。